# Peribatodes syrilibani
Peribatodes syrilibani är en fjärilsart som beskrevs av Eugen Wehrli 1943. Peribatodes syrilibani ingår i släktet Peribatodes och familjen mätare. Inga underarter finns listade i Catalogue of Life.